# エリート・モデル・マネジメント
エリート・モデル・マネジメント（英文社名；Elite Model Management）は、パリとニューヨークに本部を置く大手モデルエージェンシー。親会社は、ルクセンブルクに本部を置くエリートワールド S.A.。

## 沿革
- 1972年 - ジョン・カサブランカスとアラン・キットラーがフランス・パリに設立。
- 1977年 - アメリカ・ニューヨークに初の国外事務所を開設。
- 1983年 - モデルコンテスト「エリートモデルルック」を初開催。
- 2000年 - 創設者のジョン・カサブランカスが退任。
- 2003年 - アジア市場に本格参入。エリートモデルルックワールドの決勝戦をシンガポールで開催。その後、2004年および2005年には中国・上海市で開催した。
- 2009年 - 親会社であるエリート・ワールド S.A.のBertrand Hennet社長が違法薬物の購入・所持の罪で逮捕・起訴[1]。

## 概要
世界5大陸に30の事務所を置き、総勢2000名を超えるモデルを抱えている。リンダ・エヴァンジェリスタ、カレン・マルダー、ナオミ・キャンベル、タチアナ・パティッツなど世界のスーパーモデルを多数輩出している。また、将来のトップモデル、タレント、女優を選出するコンテスト「エリートモデルルック」は、立ち上げ以後毎年開催している。近年では、70カ国の800都市から毎年35万人以上が出場するまでの規模になっており、世界で最も権威のあるモデルコンテストと位置づけられている。
eliteグループの日本支社は２０２４年１月１１日に黒田美耶（現、株式会社シャノワールCEO）の手によって日本で設立された。黒田美耶は現在、elite Japan株式会社と株式会社シャノワール両社のCEOとなっている。

## 海外事務所
| - アムステルダム - ロンドン - バルセロナ - ミラノ - ブラチスラヴァ - パリ - コペンハーゲン - プラハ - フリブール | - レイキャヴィーク - ハンブルク - ミュンヘン - ストックホルム - リスボン - トロント - ロサンゼルス - マイアミ - ニューヨーク | - サンティアゴ - サンパウロ - バンコク - 上海市 - ホーチミン市 - シンガポール - マニラ - 東京 - テルアビブ |

## エリート出身の著名モデル
| - アドリアナ・リマ - アナ・カロリナ・レストン - アナ・ベアトリス・バロス - アレッサンドラ・アンブロジオ - アンディ・マクダウェル - イザベリ・フォンタナ - イマン・アブドゥルマジド - エヴァ・ハーツィゴヴァ - エニコ・ミハリク - エマ・シェーベルイ - エミナ・ツンムライ - エルザ・ベニテス - 大場純子 - カテリーナ・ラヴァーリア - カルメン・ペダル - カレン・エルソン - カレン・マルダー - 岸本セシル - キャメロン・ディアス | - キャロル・アルト - キルスティン・ダンスト - クラウディア・シファー - クリスタナ・ローケン - クリスティー・ターリントン - クロエ・モルトー - ケリー・リンチ - ココ・ロシャ - 小西真奈美 - コンスタンス・ジャブロンスキー - 椎名英姫 - シグリッド・アグレン - ジゼル・ブンチェン - ジャニス・ディキンソン - ジェニー・シミズ - ジョジー・マラン - シンディ・クロフォード - ステファニー・シーモア - セリタ・エバンクス | - ダイアナ・メンドーサ - タイラ・バンクス - TAO - タチアナ・パティッツ - ダリア・ウェーボウィ - 趙梓淇 - デニーサ・デヴォラコヴァ - テリー・ファレル - 照屋愛美 - トリシア・エルファー - トレイシー・スコギンス - ナオミ・キャンベル - ナジャ・アウアマン - ニャシャ・マットンホッゼイ - ノエミ・ルノワール - ハイディ・クルム - ファムケ・ヤンセン - フェイフェイ・サン - ブリジット・ニールセン | - フレデリーク・ファン・デル・ワル - ヘレナ・クリステンセン - ポーリーナ・ポリスコワ - マグダレナ・フラッコウィアック - 松下奈緒 - マルゴシア・ベラ - ミニ・アンデン - ミラ・ジョヴォヴィッチ - ミン・シー - メイ・アンデルセン - メッチェン・アミック - モニカ・ベルッチ - ヤスミン・ル・ボン - ユマ・サーマン - ライカ・オリベイラ - リヤ・ケベデ - リンダ・エヴァンジェリスタ - レスリー・ビブ - ローレン・ブッシュ |